# Zilch (electromagnetismo)
En Física, el zilch es una cantidad conservada del campo electromagnético.
Daniel M. Lipkin observó que si definía las cantidades 
{\displaystyle Z^{0}=\mathbf {E} \cdot \nabla \times \mathbf {E} +\mathbf {B} \cdot \nabla \times \mathbf {B} }
{\displaystyle \mathbf {Z} ={\frac {1}{c}}\left(\mathbf {E} \times {\frac {d}{dt}}\mathbf {E} +\mathbf {B} \times {\frac {d}{dt}}\mathbf {B} \right)},
entonces las ecuaciones de Maxwell implican que
{\displaystyle \partial _{0}Z^{0}+\nabla \cdot \mathbf {Z} =0},
lo que a su vez implica que el «zilch» total {\displaystyle \int Z^{0}\,d^{3}x} es constante ({\displaystyle \mathbf {Z} } es la «corriente zilch»). Generalizando el resultado, Lipkin encontró nueve leyes de conservación relacionadas, todas sin relación con el tensor de energía-impulso. Llamó zilch a la cantidad debido a la aparente falta de significado físico.
El zilch también se puede expresar utilizando el tensor de campo electromagnético dual {\displaystyle {\hat {F}}^{\mu \nu }=(1/2)\epsilon ^{\mu \nu \rho \sigma }F_{\rho \sigma }},
ya que
{\displaystyle Z_{\nu }^{\mu }\rho ={\hat {F}}^{\mu \lambda }F_{\lambda \nu ,\rho }-F^{\mu \lambda }{\hat {F}}_{\lambda \nu ,\rho }}.
Luego se demostró que zilch es parte de un número infinito de cantidades conservadas similares a él, una propiedad general de campos libres.
El zilch ha sido redescubierto ocasionalmente. Se le ha llamado «quiralidad óptica», ya que determina el grado de asimetría quiral en la razón de excitación de una molécula pequeña quiral por un campo electromagnético incidente.
Una interpretación física del zilch fue ofrecida en 2012: el zilch es al bucle o derivada temporal del campo electromagnético como la helicidad, spin y cantidades reales lo son al campo electromagnético en sí mismo.
La conservación del zilch no se asocia con transformaciones de dualidad, sino con una transformación simétrica más sutil, la cual no tiene un nombre especial.